# Het beest (beeld)
Het beest is een kunstwerk in Amsterdam Nieuw-West.
Het stenen beeld van Nel van Lith is te vinden nabij het rosarium van het Eendrachtspark in het gedeelte tussen de De Savornin Lohmanstraat en de Burgemeester Röellstraat. Dit gedeelte van het park bestaat uit een grasveld met een strak rechthoekig padenpatroon. Binnen dat patroon staat Het beest met ronde vormen.
De kunstenares Van Lith noemde het Het beest, zonder verdere aanvullingen. Het is qua vorm enigszins te vergelijken met de Sfinx van Gizeh, maar van een veel kleiner formaat. Beide objecten laten een mensenhoofd zien op een dierenlichaam, in geval van Het beest een staand dier. Dat dier heeft dan wel drie paar benen. Op het dier lijken kinderen te zitten of te spelen. De kop laat van beide kanten verschillende profielen zien. De ene kant laat de kijker twijfelen tussen een faun, een ramshoorn of een knot haar. De andere kant laat een oorachtige figuratie zien.
Het beeld maakte deel uit van de tentoonstelling "Monumentale beeldhouwkunst en kleinplastieken", dat in park Jagtlust (Bilthoven) in De Bilt (dorp) van 7 tot 14 juni 1974 werd gehouden. Daarna verhuisde het beeld naar haar huidige plaats in Geuzenveld. Het beeld is onderhevig aan verwering waardoor details langzaam verloren gaan.
Het Stedelijk Museum is in het bezit van een veel kleiner bronzen exemplaar (catalogusnummer BA3086). Het is een voorstudie uit 1970 van het uiteindelijke beeld, dat in eerste instantie bedoeld was voor plaatsing in 1972 op het Lambertus Zijlplein. De afmetingen steken schril af tegen de definitieve versie; ze is slechts 21,5 bij 33,5 bij 15 centimeter (hoogte, breedte, diepte).

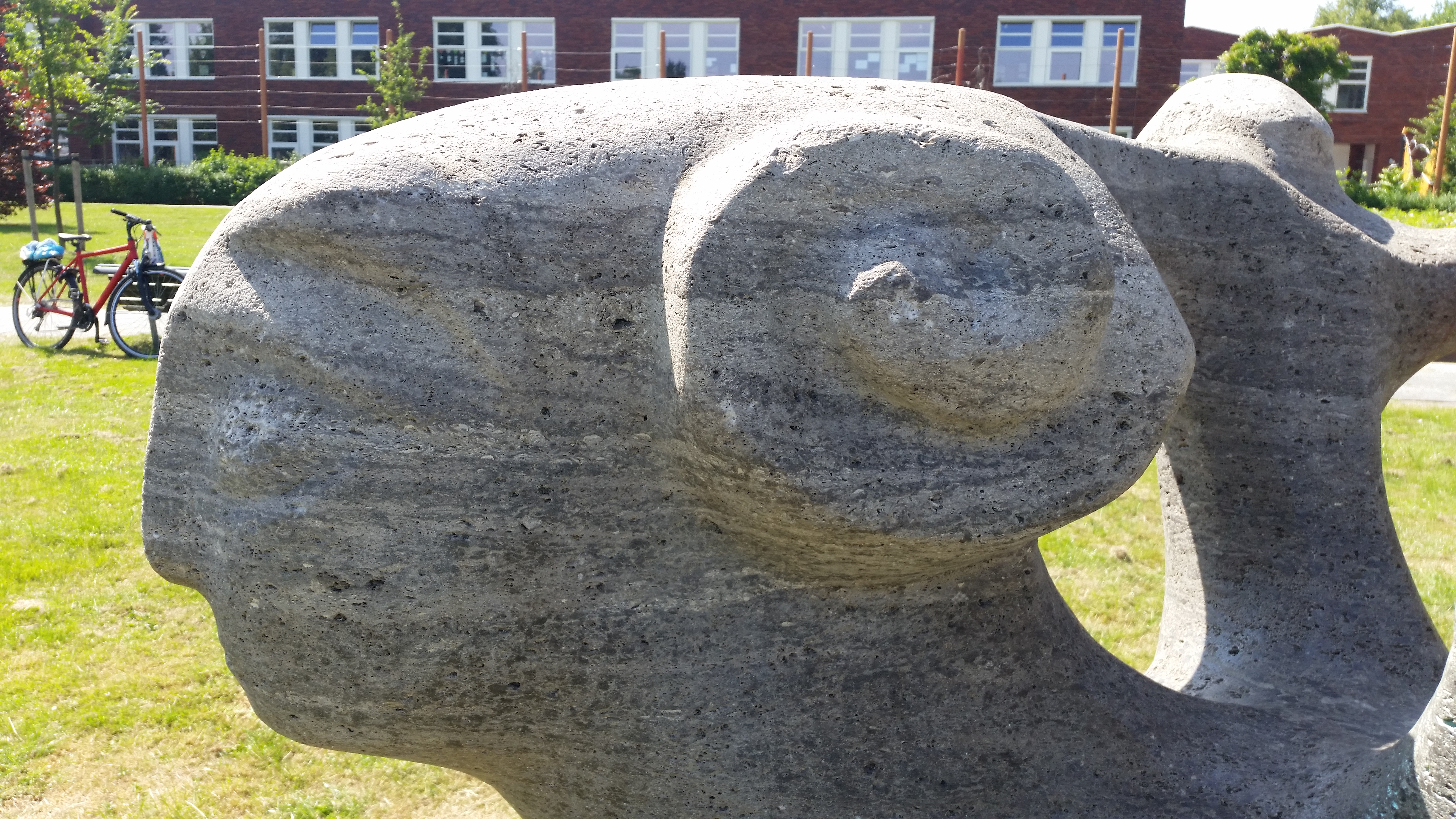
Detail van de kop (juni 2018)